# Anabel Zanze
Anabel Zanze (Dubrovnik, 1971.) hrvatska je vizualna umjetnica, akademska slikarica-grafičarka. Od sredine 1990-ih izrađuje kolaže i slike na koje ispisuje nizove slova, a porijeklo im je u avangardnim i neoavangardnim umjetničkim praksama. Izlagala je na brojnim samostalnim i skupnim izložbama u Hrvatskoj i inozemstvu. Živi i radi u Zagrebu.

## Životopis
U Dubrovniku je završila prirodoslovno-matematičku srednju školu (1990.), a diplomirala na Grafičkom odjelu Akademije likovnih umjetnosti u Zagrebu (1996.) u klasi prof. Ante Kuduza. Članica je HDLU-a od 1997. i HZSU-a od 2010. Izlaže samostalno (od 1994.) i skupno (od 1993.) na žiriranim, koncepcijskim i revijalnim izložbama, u važnim muzejima i galerijama.
Djela joj se nalaze u zbirkama Nacionalnog muzeja moderne umjetnosti i Muzeja suvremene umjetnosti u Zagrebu, Umjetničke galerije Dubrovnik, Muzeja likovnih umjetnosti u Osijeku te u drugim galerijskim i muzejskim zbirkama.
Izbor bilježaka o vlastitom djelu, popraćenih likovnim reprodukcijama, objavila je u knjizi Pogled iznutra. Čitati s razumijevanjem / View from Inside. Close Reading, izdanoj 2017.
Iste je godine dobila II. otkupnu nagradu Muzeja Grada Rovinja za djela na izložbi Likovna kolonija Rovinj 2017. / Colonia artistica di Rovigno 2017. te Priznanje Umjetničke galerije Dubrovnik "za doprinos obogaćivanju Zbirke moderne i suvremene umjetnosti".
Njezin je umjetnički opus obrađen u knjizi Sandre Križić Roban Hrvatsko slikarstvo od 1945. do danas. Odgovornost slike u vrijeme nestrpljivog pogleda, izdanoj u Zagrebu 2013. 

## Stvaralaštvo
Hrvatski kritičari evidentirali su je kao umjetnicu izrazite individualnosti, koje se djelo temelji na tradiciji (neo)dadaizma i procesualne umjetnosti (Roman Opałka, Hanne Darboven).
Karakteristike su njezina rada bavljenje tipografijom, povezivanje s avangardnim umjetničkim nastojanjima na bazi letrizma i konceptualne umjetnosti (Art & Language, On Kawara).
Umjetnica nerijetko koristi i slikovno-tekstualne tautologije. Kritika zamjećuje ironijski odmak, humornost, paradokse, minimalistička i geometrička rješenja. Kroz više ciklusa provlače se posvetne slike i kolaži (Grupa Gorgona, Julije Knifer, Josip Vaništa, Željko Kipke i drugi) te predstavljaju memorijsku sponu između avangardnih i neoavangardnih fenomena.
Od godine 2020. očit je polemički angažman, a od 2022. i otvorenost prema ranjivim skupinama zajednice (djela na Brailleovu pismu).

## Samostalne izložbe (izbor)
- 2024.

NE-PRE-PRE-KE, Tiflološki muzej, Zagreb
Anabel Zanze (Dubrovnik, 1971), Galerija Adris, Rovinj / Rovigno
- 2023.

Aeromiting / Air Show, Muzeji grada Karlovca, Muzej Domovinskog rata Karlovac – Turanj / Karlovac City Museums, Museum of the Homeland War Karlovac – Turanj, Karlovac
- 2022 – 2023.

Slovokracija / Letterocracy, Galerija „Josip Račić” – Nacionalni muzej moderne umjetnosti / „Josip Račić” Gallery – National Museum of Modern Art, Zagreb
- 2021.

Analogne strukture, Galerija umjetnina grada Slavonskog Broda – Galerija Ružić, Slavonski Brod
- 2019.

Napinjanje teksta / Text in Tension, Gliptoteka HAZU, Zagreb i Galerija umjetnina, Split
- 2015. – 2016.

Grisailles, Radnička Galerija / Radnička Gallery, Zagreb
- 2015.

Citati / Citations, Umjetnička galerija Dubrovnik / Museum of Modern and Contemporary Art Dubrovnik, Dubrovnik
- 2014.

Vrste riječi / Parts of Speech, Muzej suvremene umjetnosti – No galerija / Museum of Contemporary Art – No Gallery, Zagreb

## Skupne izložbe (izbor)
- 2024.

Drugost, Hrvatski kulturni dom na Sušaku i Nacionalni muzej moderne umjetnosti; Galerija Kortil, Rijeka
Vidljive Umjetnička galerija Dubrovnik, Dubrovnik
Otkrivena drugost, Gradski muzej Križevci i Nacionalni muzej moderne umjetnosti; Likovna galerija – Gradski muzej Križevci, Križevci
Vidljive, Galerija umjetnina, Split
Gostovanje 7. Bijenala slikarstva u Varaždinu, Hrvatsko društvo likovnih umjetnika i Gradski muzej Varaždin; Gradski muzej Varaždin, Galerija umjetnina, Varaždin
- 2023.

Vidljive / The Visible Ones, Muzej suvremene umjetnosti / Museum of Contemporary Art, Zagreb
- 2022 – 2024.

Jedan svijet / One World, Grad Zadar, Providurova palača / Providur's Palace, Zadar
- 2022.

La pittura contemporanea Croata. Tra figurazione e astrazione / Suvremeno hrvatsko slikarstvo. Između figuracije i apstrakcije, Umjetnički paviljon u Zagrebu i Civico Museo Revoltella; Civico Museo Revoltella – Galleria d'Arte Moderna, Trieste / Trst
- 2019 – 2020.

Vizije grada. Ikonografija grada II. (1950. – 2000.+), Moderna galerija, Zagreb
- 2019.

5. Bijenale slikarstva / The 5th Biennial of Painting, Hrvatsko društvo likovnih umjetnika / Croatian Association of Fine Artists, Dom hrvatskih likovnih umjetnika, Zagreb
Hommage V. K.-u, Muzej likovnih umjetnosti, Osijek 
- 2018.

(Ne)postojanost prostora – Prostori naracije i imaginacije / (Un)Beständigkeit des Raums – Narrations und Imaginationsräume, Hrvatsko društvo likovnih umjetnika – Galerija Prsten / Gesellschaft kroatischer bildender Künstler – Prsten Galerie, Zagreb i Muzej likovnih umjetnosti / Museum der Bildenden Künste, Osijek
- 2017.

4. Bijenale slikarstva – Pregled suvremene hrvatske slikarske scene / The 4th Biennial of Painting – Contemporary Croatian Painting Scene Overview, Hrvatsko društvo likovnih umjetnika / Croatian Association of Fine Artists, Dom hrvatskih likovnih umjetnika, Zagreb

## Vanjske poveznice
- https://anabelzanze.com/